# Nicole Frankenberg-Dinkel
Nicole Frankenberg-Dinkel (* 1971) ist eine deutsche Mikrobiologin, die seit 2014 als Professorin im Fachbereich Biologie der RPTU in Kaiserslautern tätig ist. Sie erforscht vor allem photothrophe Cyanobakterien.

## Leben und Karriere
Nicole Frankenberg-Dinkel absolvierte von 1990 bis 1996 ein Biologiestudium an der Universität Regensburg und an der Universität in Boulder (Colorado). 1996 legte sie ihr Diplom in Mikrobiologie, Biochemie, Botanik, und organischer Chemie ab. Von 1996 bis 1999 promovierte sie in Biochemie an der Albert-Ludwigs-Universität Freiburg bei Dieter Jahn mit dem Thema Porphobilinogen Synthase aus Pseudomonas aeruginosa.
Anschließend arbeitete sie von 1999 bis 2002 als Postdoc im Department of Molecular and Cellular Biology an der University of California in Davis. Von 2003 bis 2006 leitete Frankenberg-Dinkel eine Nachwuchsgruppe im Rahmen des Emmy-Noether-Programms (Deutsche Forschungsgemeinschaft) an der TU Braunschweig. Dort habilitierte sie sich auch 2005 für Mikrobiologie mit dem Thema Struktur und Funktion linearer Tetrapyrrole.
Von 2006 bis 2014 war Frankenberg-Dinkel Professorin (W2) für Physiologie der Mikroorganismen an der Ruhr-Universität in Bochum. Im Jahr 2014 erhielt sie einen Ruf auf eine Professur für MiKrobiologie an der TU Kaiserslautern (nun die RPTU Kaiserslautern-Landau).

## Auszeichnungen und Stipendien
- 1993: Stipendium des DAAD für USA
- 1999: Kurzzeit-Stipendium von Boehringer Ingelheim
- 1999: Reisestipendium der Smith-Kline-Beecham-Stiftung
- 1999–2001: Forschungsstipendium Deutsche Forschungsgemeinschaft
- 2003–2006: Emmy-Noether-Programm
- 2010: Gewinnerin des NRW-Transfer-Wettbewerbs[2]

## Schriften (Auswahl)
- mit K. Fiege: Thiol-based redox sensing in the methyltransferase associated sensor kinase RdmS in Methanosarcina acetivorans. In: Environmental Microbiology. 21(5), 2019, S. 1597–1610.
- mit B. Ledermann, M. Schwan, J. A. Sommerkamp, E. Hofmann, O. Béjà: Evolution and molecular mechanism of four-electron reduction ferredoxin-dependent bilin reductases from oceanic phages. In: FEBS Journal. 285(2), 2018, S. 339–356.
- mit R. Gasper, J. Schwach, J. Hartmann, A. Holtkamp, J. Wiethaus, N. Riedel, E. Hofmann: Auxiliary metabolic genes – Distinct features of cyanophage-encoded T-type phycobiliprotein lyase θCpeT. In: Journal Biol. Chem. 292(8), 2017, S. 3089–3098.
- mit P. Bedrunka, F. Olbrisch, M. Rüger, S. Zehner: Nitric oxide controls c-di-GMP turnover in Dinoroseobacter shibae. In: Microbiology. 164 (11), 2018, S. 1405–1415.
- mit Ulrich Kuck (Hrsg.): Biotechnology. (E-Book). De Gruyter Verlag, Stuttgart 2015, ISBN 978-3-11-034263-5.
- mit Y. Li, S. Heine, M. Entian, K. Sauer: NO-induced biofilm dispersion in Pseudomonas aeruginosa is mediated by an MHYT-domain coupled phosphodiesterase. In: Journal of Bacteriology. 195(16), 2013, S. 3531–3542.